# Ibadan South-East
Ibadan South-East è una delle trentatré aree a governo locale (local government areas) in cui è suddiviso lo stato di Oyo, nella Repubblica Federale della Nigeria.
Si estende su una superficie di 17 km² e conta una popolazione di 266.046  abitanti.